# Who Is It (chanson de Björk)
Vous lisez un « bon article » labellisé en 2025.
Pour l'EP de Bogdan Raczynski et Björk, voir Who Is It (Shooting Stars & Asteroids Mix). Pour la chanson de Michael Jackson, voir Who Is It.
Singles de Björk
It's in Our Hands
(2002) Triumph of a Heart
(2005)
Pistes de Medúlla
Öll Birtan Submarine
Who Is It, aussi appelée Who Is It (Carry My Joy on the Left, Carry My Pain on the Right), est une chanson enregistrée par la chanteuse et compositrice islandaise Björk pour son cinquième album studio Medúlla. Elle est publiée en tant que premier single de l'album le 18 octobre 2004 par One Little Indian Records. Björk écrit le morceau pendant les sessions d'enregistrement de son album précédent, Vespertine (2001), il est alors connu sous le nom de Embrace Fortress ; elle décide de le laisser de côté car, selon elle, il appartient à une « famille différente ». La version finale comprend la participation de la chanteuse de gorge Tanya Tagaq et du beatboxer Rahzel. Les paroles reflètent le dialogue entre une mère et son enfant.
Les critiques saluent le caractère exubérant et entraînant de Who Is It. La chanson se classe dans le top 5 des ventes de singles en Espagne et atteint le top 30 en Italie et au Royaume-Uni.
Le clip est réalisé par Dawn Shadforth et tourné dans la nature islandaise. Il met en scène Björk dans une robe cloche dessinée par Alexander McQueen.
Pendant la campagne de promotion de Medúlla, Björk interprète la chanson à plusieurs reprises, notamment lors des émissions Friday Night with Jonathan Ross et L'Album de la semaine. Elle l'a également jouée lors de ses tournées suivantes. Who Is It a été reprise par Bon Iver et Kurt Elling.

## Contexte

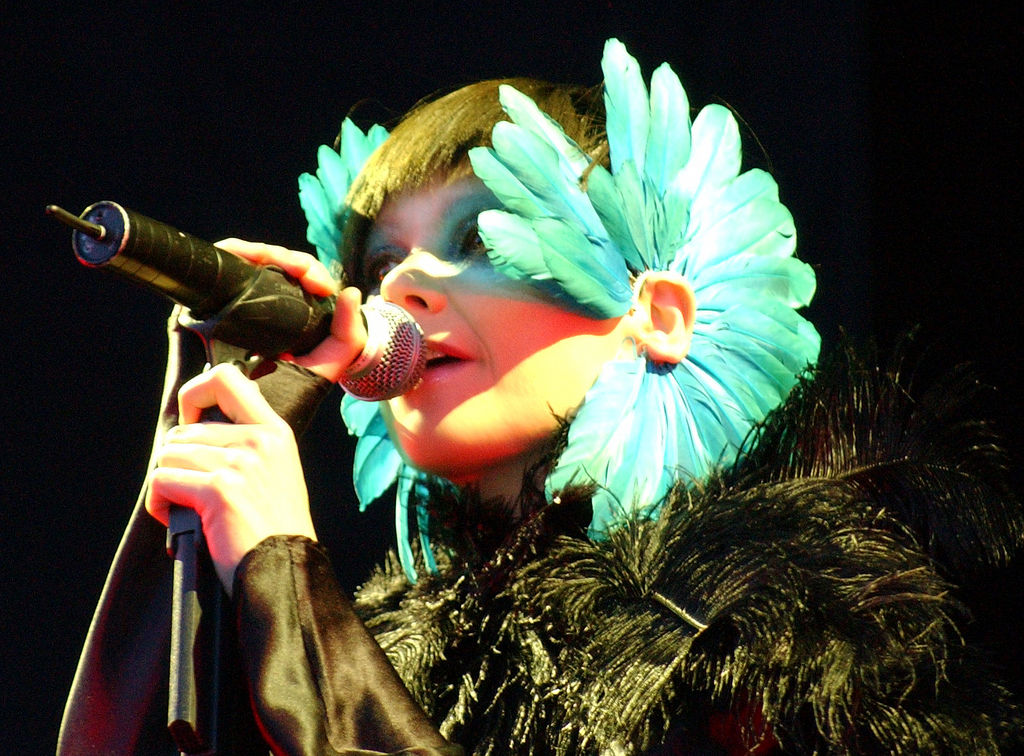
Björk en 2003 lors d'un concert en Allemagne.

Björk a écrit une première version de Who Is It avec Bogdan Raczynski. Les deux artistes, qui se sont rencontrés lors d'un spectacle à Londres en 2000, écrivent ensemble, quelques mois plus tard, à New York, lors des dernières sessions d'enregistrement de l'album studio Vespertine (2001), une chanson intitulée Embrace Fortress. La chanteuse décide de ne pas faire apparaître la chanson sur l'album : elle estime alors qu'Embrace Fortress appartient à une « famille différente ». Selon Björk, Vespertine est « introverti, timide et n'[est] pas un disque très physique » alors que cette chanson est plus « physique » car elle l'a écrite alors qu'elle se sentait à nouveau forte. Raczynski a également déclaré qu'il ne voulait pas que sa version de la chanson soit disponible. Il explique : « C'est une belle chose que nous avons faite ensemble, mais pour cette seule raison, elle devrait être laissée dans les nuages. Les gens ont besoin de mystère et de romantisme ». Cependant, la chanson fait finalement l'objet d'une édition limitée en vinyle par Rephlex Records.
Björk aborde à nouveau la chanson pendant les sessions d'enregistrement de Medúlla et la renomme Who Is It. Le duo de musique électronique Matmos contribue également à la chanson — avec des synthétiseurs, ils ont fait des « bruits de machine à fruits » qui se trouvent dans les refrains et qu'elle a ensuite imités avec sa voix. C'est également la première chanson que Rahzel enregistre, en faisant les rythmes de beatbox en une seule prise. Björk déclare : « [après l'enregistrement] nous sommes tous tombés par terre, nous ne pouvions pas y croire. Il n'y a pas d'overdubs, pas de traitement — c'est ça. Je me suis sentie très fière — si vous voulez faire appel à un beatboxer humain, prenez au moins le vrai ».

## Composition
Certaines paroles de Who Is It — « Who is it that never lets you down ? (Qui est celui qui ne vous laisse jamais tomber ?) » — peuvent être interprétées comme reflétant « l'amour inconditionnel d'une mère » dans un dialogue avec son enfant. Les effets d'écho dans le morceau peuvent également refléter le « sentiment de dispersion de soi que peut éprouver la mère lorsqu'elle porte le fardeau des soins constants apportés à son enfant ». Ethan Brown du New York Magazine considère la phrase « Who is it that gave you back your crown (Qui vous a rendu votre couronne) » comme une sorte d'auto-validation féministe. Selon Laura Sinagra du Village Voice, la chanson est « accueillante pour les enfants » et « fait un clin d'œil à la chaleur de la “world music” avec ses glapissements chantés à gorge déployée ». Dominique Leone, de Pitchfork, déclare que Who Is It lui rappelle Alarm Call tiré de Homogenic (1997), dans la mesure où elle « applique les performances idiosyncratiques de Björk à un modèle de sonorité traditionnellement agréable », bien qu'il ait trouvé que Who Is It présentait une progression d'accords « beaucoup plus intéressante » pendant les couplets, et une « piste rythmique tout à fait incroyable ». John Mulvey de Yahoo ! Launch a noté que la chanson rappelait le « genre d'accroche stridente que Björk favorisait pendant son apogée commerciale du milieu des années 90 ».

## Clip vidéo

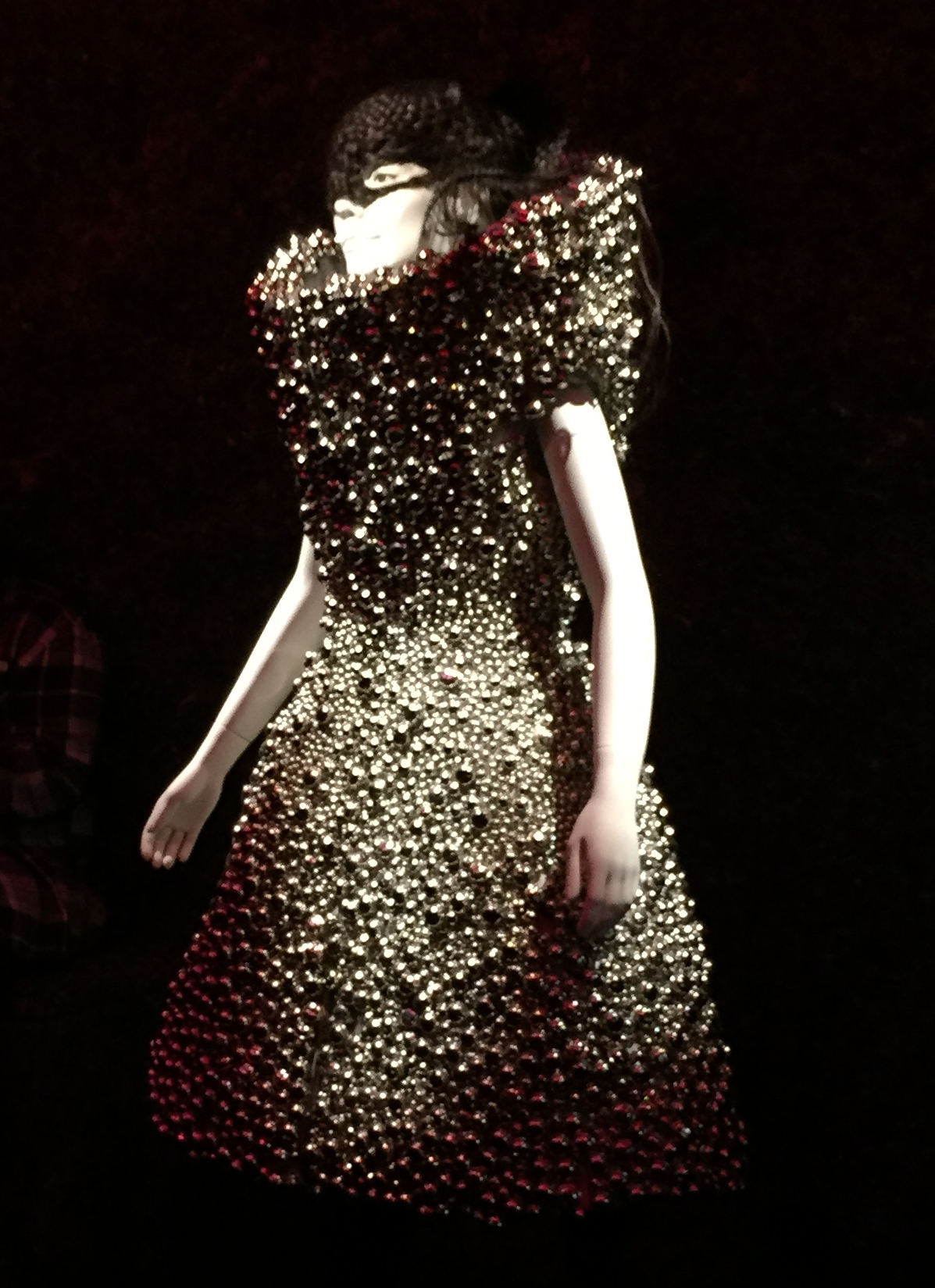
Un mannequin portant le masque de cheveux et la robe cloche conçue par Alexander McQueen pour le clip de Who Is It, à l'exposition de Björk au MoMA.

Le clip de Who Is It, réalisé par Dawn Shadforth, est tourné début septembre 2004 à Hjörleifshöfði en Islande. Il est présenté pour la première fois lors de l'inauguration de l'événement Islande de glace et de feu au Palais de la découverte à Paris le 27 septembre 2004. Pour la vidéo, Björk demande à son ami et collaborateur Alexander McQueen de lui concevoir une robe pour le clip, à qui elle commande une tenue « qui ressemble à une cloche ». Il fait alors une brève esquisse de la forme et, après l'approbation de Björk, la réalise et l’envoie en Islande pour le tournage, sans autre discussion ni essayage. Leur relation étroite permet à Björk de s'assurer que sa robe convienne. Elle accessoirise la tenue avec des bottes en cuir et un masque fait de cheveux,.
La vidéo est divisée en des scènes diurnes et nocturnes dans un désert, avec Björk portant la robe en forme de cloche dessinée par McQueen, dansant joyeusement sur la chanson. À certains moments de la vidéo, on la voit jouer avec des cloches et tenir deux huskies sibériens. Tout au long du clip, on peut voir plusieurs enfants jouer des cloches et porter des vêtements couverts de petites clochettes. Le chœur de cloches est formé par Júnia, Salka, Kaktus, Örnólfur, Daði et Gabríel du Bústaðakirkja Bell Choir. La version de la chanson jouée dans le clip est différente de la version de l'album, car elle supprime presque tout l'accompagnement vocal par des carillons. La robe en forme de cloche est présentée lors de la rétrospective du MoMA sur Björk en 2015. Elle est vendue pour 44 000 livres sterling dans le cadre de la vente « Passion for Fashion » de Kerry Taylor Auctions à Londres en juin 2016.

## Réception

### Accueil critique
Who Is It reçoit un accueil positif de la part des critiques musicaux. Michael Paoletta du magazine Billboard qualifie la chanson d'« exubérante », tandis que John Mulvey de Yahoo ! Launch la trouve « euphorique ». Pour Melanie Haupt, les « trilles de Björk dans sa langue maternelle, l'islandais, fonctionnent bien sur Who Is It, ce qui souligne l'expérience de ce disque dans l'exploitation du pouvoir brut de la voix humaine ». John Lewis de Time Out déclare que la chanson a une mélodie que Cathy Dennis tuerait pour l'écrire. Spence D. d'IGN Music déclare qu'en dépit de l'intro « étrangement obsédante », Who Is It est le « morceau le plus direct et le plus accessible » de l'album. Jennifer Vineyard de MTV News partage un sentiment similaire, déclarant qu'en dépit de son « titre encombrant », il s'agit du « morceau le plus immédiat et le plus accrocheur, avec un sens pur de joie de vivre : s'il doit y avoir un single tiré de l'album, ce devrait être celui-là ».
Michael Cragg du Guardian déclare que les couplets « se fondent dans un grand refrain mélodieux qui montre que malgré sa disparition des radios, Björk sait toujours comment faire chanter la foule ». Matthew Gasteier du magazine Prefix est également positif, qualifiant la chanson d'« hymne typique de Björk » avec un remplacement de son ancien son électronique par un « rythme humain approprié au concept mais toujours conventionnel ». Heather Phares d'AllMusic note que la chanson, ainsi que le single promotionnel Oceania, « ont une qualité extraterrestre qui est d'autant plus étrange que presque tout leur matériel de base est humain (à l'exception d'un ou deux claviers) ». Jon Pareles du New York Times déclare que, tout comme Where Is the Line, Who Is It est une « chanson très ouverte avec des superstructures complexes, accrocheuse mais fantomatique, qui n'ont probablement pas vu leur dernière incarnation ». David Hooper de BBC Music qualifie la chanson d'« agréable », la citant comme l'une des seules « chansons vraiment immédiates » de Medúlla.

### Accueil commercial
Au Royaume-Uni, Who Is It atteint la 26e place du UK Singles Chart dans l'édition du 24 octobre 2004. Elle devient son single le plus populaire depuis Hidden Place, qui avait atteint la 21e place en 2001. La chanson obtient également la même position en Italie, dans l'édition du 2 décembre, avant de descendre à la 40e place la semaine suivante puis de disparaître du classement. En France, Who Is It débute à la 62e place, puis reste dans le classement pendant deux semaines avant d'en disparaître.

## Performance live
Björk interprète pour la première fois Who Is It à Parme et Rome, en Italie, lors du Vespertine World Tour en 2001,. Pendant la campagne de promotion de Medúlla, un bell choir mix de Who Is It est interprété avec Rahzel et un chœur de cloches anglais lors de l'émission Friday Night with Jonathan Ross de la BBC le 8 octobre 2004, puis deux jours plus tard, aux Studios Maida Vale pendant un set de chansons pour l'émission de Gilles Peterson sur BBC Radio 1. La chanson est également interprétée à L'Album de la semaine de Canal+ en France le 15 octobre, avec d'autres titres de Medúlla, diffusés quelques jours plus tard. Who Is It est joué lors du Volta Tour en 2007 et 2008. En outre, la version « Bell Choir » est interprétée en utilisant le gameleste lors du Biophilia Tour.

## Reprises
En 2011, le groupe indépendant Bon Iver reprend la chanson lors d'un concert à Brooklyn avant de l'interpréter à nouveau lors d'une session live sur iTunes. En 2015, Kurt Elling publie une version sur son album Passion World.

## Liste des pistes
| - CD single 2 titre en Europe; CD single 1 au Royaume-Uni 1. Who Is It (Carry My Joy on the Left, Carry My Pain on the Right) (Radio Edit) – 3:04 2. Oceania (Radio Mix / Remix featuring Kelis) – 2:55 - CD maxi-single en Europe et au Japon 1. Who Is It (Carry My Joy on the Left, Carry My Pain on the Right) (C2N Dattasette Mix) – 4:15 2. Who Is It (Carry My Joy on the Left, Carry My Pain on the Right) (Fruit Machine Mix) – 3:23 3. Who Is It (Carry My Joy on the Left, Carry My Pain on the Right) (Bell Choir Mix featuring The Bústaðakirkja Bell Choir) – 3:49 4. Oceania (Radio Mix / Remix featuring Kelis) – 2:55 - CD single 2 au Royaume-Uni 1. Who Is It (Carry My Joy on the Left, Carry My Pain on the Right) (C2N Dattasette Mix) – 4:15 2. Who Is It (Carry My Joy on the Left, Carry My Pain on the Right) (Fruit Machine Mix) – 3:23 3. Who Is It (Carry My Joy on the Left, Carry My Pain on the Right) (Bell Choir Mix featuring The Bústaðakirkja Bell Choir) – 3:49 | - UK 12-inch vinyl 1. Who Is It (Carry My Joy on the Left, Carry My Pain on the Right) Who Is It (Vitalic Mix) – 4:38 2. Where Is the Line (Fantômas Mix) – 5:28 - 12-inch vinyl au Royaume-Uni par Bogdan Raczynski 1. Who Is It (Carry My Joy on the Left, Carry My Pain on the Right) (Shooting Stars & Asteroids Mix) – 5:21 - DVD single en Europe, au Japon et au Royaume-Uni 1. Who Is It (Carry My Joy on the Left, Carry My Pain on the Right) (Video) – 3:52 2. Who Is It (Carry My Joy on the Left, Carry My Pain on the Right) (Choir Mix) – 7:42 3. Mouth's Cradle (Cortejo Afro & Ilê Aiyê Mix) – 4:00 |  |

## Crédits
- Björk – chant, écriture, composition, productrice, arrangement, programmation, basse synthétisée
- Tagaq – chant de gorge inuit
- Rahzel – beatboxing
- Mark Bell – programmation
- Matmos – programmation
- Valgeir Sigurðsson – programmation
- Mark « Spike » Stent – mixage

## Classements
| Classement (2004)              | Meilleure position |
| ------------------------------ | ------------------ |
| Écosse (OCC)                   | 37                 |
| Espagne (PROMUSICAE)           | 5                  |
| France (SNEP)                  | 62                 |
| Italie (FIMI)                  | 26                 |
| Royaume-Uni (UK Singles Chart) | 26                 |